# Second Nicaraguan Campaign Medal
La Second Nicaraguan Campaign Medal (deuxième médaille de la campagne du Nicaragua) est une médaille de campagne de l'United States Navy  (marine américaine) qui a été autorisée par une loi du Congrès des États-Unis le 8 novembre 1929. La Second Nicaraguan Campaign Medal a été décernée pour les services rendus au cours des opérations menées au Nicaragua de 1926 à 1933, pendant la guerre civile nicaraguayenne et l'occupation qui s'est ensuivie. Une médaille de campagne antérieure, la Nicaraguan Campaign Medal, a été décernée pour les services rendus au Nicaragua en 1912.

## Histoire
La Second Nicaraguan Campaign Medal a été créée par les ordres généraux 197 du département de la marine (Department of the Navy) et approuvée par le Congrès pour reconnaître la participation du personnel de la marine et du corps des marines (US Marine Corps) aux opérations navales au Nicaragua entre le 27 août 1926 et le 2 janvier 1933.

## Apparition
La Second Nicaraguan Campaign Medal se présentait sous la forme d'une médaille suspendue à un ruban rouge comportant plusieurs bandes blanches. La médaille représentait une femme (représentant la Columbia), armée d'une épée, défendant deux autres personnages avec une cape. La médaille porte les mots "Second Nicaraguan Campaign" et les dates "1926 - 1930" sur les bords de la médaille (bien que la médaille ait été autorisée jusqu'en 1933).

## Critères d'attribution
Pour recevoir la Second Nicaraguan Campaign Medal, un militaire doit avoir servi à terre pendant la période spécifiée ou sur un navire américain, ou en tant que Marine embarqué, dans les eaux ou le territoire terrestre du Nicaragua pendant les dates susmentionnées.
La Second Nicaraguan Campaign Medal était considérée comme une récompense distincte de la première version de la médaille et les règlements de la marine permettaient de recevoir et de porter les deux médailles, si cela était autorisé. Le contre-amiral (rear admiral) W. H. H. Southerland, qui avait assuré le commandement général des deux campagnes du Nicaragua, fut le premier à recevoir les deux versions de la médaille de la campagne du Nicaragua.
Aucun insigne ou dispositif n'a été autorisé.

## Navires éligibles
Les équipages des navires suivants ont reçu la Second Nicaraguan Campaign Medal pour avoir servi pendant les périodes indiquées
| Navire                | Dates | Navire              | Dates |
| --------------------- | --- | ------------------- | --- |
| USS Asheville         | 5-12 août 1929 26 décembre 1929 7-9 février 1930 31 janvier-3 mars 1931 13 mai-17 juin 1931 | USS Bainbridge      | 26 avril-4 juin 1927 |
| USS Barker            | 10 janvier 27 13-31 janvier 1927 | USS Barry           | 19-30 décembre 1926 2-9 janvier 1927 |
| USS Borie             | 9-18 janvier 1927 24 janvier-15 mars 1927 | USS Brooks          | 18-21 décembre 1926 |
| USS Cincinnati        | 11 janvier 1927 14-27 janvier 1927 | USS Coghlan         | 18 février-21 mars 1927 |
| USS Cleveland         | 12 décembre 1926 - 17 janvier 1927 21 janvier-22 mars 1927 28 mars-24 mai 1927 20 mai-7 juin 1927 18 juin 1927 - 21 juillet 1927 4-24 août 1927 16-19 septembre 1927 23 septembre-1er octobre 1927 11-14 octobre 1927 28 octobre-20 novembre 1927 24 mars- 24 avril 1928 29 avril 1928 15 mai-14 juin 1928 11 juillet 1928 23-26 juillet 1928 31 juillet 1928 - 8 août 1928 25 août 1928 - 22 septembre 1928 4-15 octobre 1928 20 octobre 1928 3-8 novembre 1928 19-21 mai 1929 27 juin-2 août 1929                                                                                              | USS Denver          | 18 septembre 1926 25 septembre-16 novembre 1926 27 novembre 1926-13 janvier 1927 17 janvier-20 mars 1927 26 mars-30 mai 1927 2-29 juin 1927 15 juillet-13 août 1927 24 août-6 septembre 1927 29 décembre 1927-12 janvier 1928 21-22 janvier 1928 29 janvier-19 février 1928 5-28 mars 1928 9 avril-15 mai 1928 17 juin-22 juillet 1928 8-12 août 1928 25-28 août 1928 6-14 décembre 1928 1-4 janvier 1929 16-21 janvier 1929 11-14 avril 1929 9 août 1929 16 août-30 septembre 1929 27-28 novembre 1929 29 mars-31 mai 1930 22 avril-7 mai 1930 5 septembre-10 octobre 1930                   |
| USS Detroit           | 23 mars-17 avril 1927 | USS John D. Edwards | 9 janvier 1927 17-27 janvier 1927 31 janvier-3 février 1927 7-13 février 1927 |
| USS Flusser           | 24 avril-19 mai 1927 23 mai-12 juin 1927 | USS Galveston       | 27 août-1er novembre 1926 13 novembre-7 décembre 1926 10-27 décembre 1926 5 janvier-22 février 1927 4 mars-20 avril 1927 30 avril 1927-18 juin 1927 26 septembre 1927-13 octobre 1927 6 novembre 1927-20 novembre 1927 2 décembre 1927-30 décembre 1927 8 janvier 1928-23 janvier 1928 26 février 1928-31 mars 1928 4 avril 1928-11 avril 1928 30 avril 1928 15 mai 1928-18 juin 1928 26 septembre 1928-19 octobre 1928 2 novembre 1928-15 novembre 1928 18 février 1929-19 février 1929 18 avril 1929-19 avril 29 2 juin 29-27 juin 1929 2 août 1929-04 août 1929 5 avril 1930-22 avril 1930 |
| USS Gilmer            | 25 septembre-7 octobre 1926 11-30 octobre 1926 | USS Goff            | 15 janvier-11 février 1927 |
| USS Hatfield          | 13-27 février 1927 3-21 mars 1927 | USS Henderson       | 7-26 mars 1927 |
| USS Humphreys         | 21-22 novembre 1926 | USS Reuben James    | 21 janvier-15 mars 1927 |
| USS Kane              | 19 mars-4 avril 1927 24 avril 1927 | USS Kidder          | 13-27 juin 1927 |
| USS King              | 26 avril-3 mai 1927 7 mai-9 juin 1927 | USS La Vallette     | 13-23 juin 1927 |
| USS Lawrence          | 13 février-11 mars 1927 14-21 mars 1927 | USS Litchfield      | 23 juin-10 juillet 1927 31 juillet 1927 |
| USS Marblehead        | 11-29 janvier 1927 | USS Marcus          | 11-13 août 1927 |
| USS McFarland         | 19 mars-8 avril 1927 12-24 avril 1927 | USS Melvin          | 25 juin-18 juillet 1927 |
| USS Memphis           | 26 octobre-8 novembre 1932 | USS Mervine         | 26 juin 27 9-20 juillet 1927 |
| USS Milwaukee         | 29 janvier-8 février 1927 11-15 février 1927 19 février-2 mai 1927 2-4 juin 1927 9-13 juin 1927 | USS Mullany         | 30 juillet-13 août 1927 |
| USS Osborne           | 11-16 janvier 1927 | USS Overton         | 30 août-13 septembre 1932 |
| USS James K. Paulding | 1-13 novembre 1926 16-19 novembre 1926 19-29 mars 1927 3-24 avril 1927 | USS Philip          | 31 janvier-9 février 1932 8-11 avril 1932 30 avril 1932 |
| USS Preston           | 29 avril-10 mai 1927 15 mai-3 juin 1927 7-13 juin 1927 | USS Quail           | 27 décembre 1927 - 31 janvier 1928 9-12 février 1927 |
| USS Raleigh           | 5 février-23 mars 1927 | USS Reed            | 24 avril-22 mai 1927 26 mai-12 juin 1927 |
| USS Rochester         | 21 janvier-15 mars 1927 12-25 juin 1927 16 juillet-9 août 1927 31 août-6 octobre 1926 15 octobre-9 décembre 1926 22 décembre 1926-20 janvier 1927 27 janvier-1er février 1927 21-24 juillet 1927 2-5 août 1927 10-11 octobre 1927 6-7 novembre 1927 7 janvier-1 février 1928 16 février-15 mars 1928 24 mars-7 avril 1928 28-31 mai 1928 27-30 juin 1928 8-18 juillet 1928 21 juillet-25 août 1928 22-27 septembre 1928 19 octobre-27 novembre 1928 31 décembre 1928-7 janvier 1929 4-11 février 1929 13-18 juillet 1929 25 novembre-19 décembre 1929 9 octobre-16 novembre 1930 3-14 avril 1931 | USS Sacramento      | 16-27 mars 1929 2-4 juin 1929 22-24 septembre 1929 14-24 mars 1930 3-31 janvier 1931 17 avril-13 mai 1931 14 août-11 septembre 1931 |
| USS Selfridge         | 18 juin-17 juillet 1927 23-26 juillet 1927 | USS Shirk           | 2-23 juillet 1927 |
| USS Sloat             | 25 juin-9 juillet 1927 22 juillet-8 août 1927 | USS Robert Smith    | 12-25 juin 1927 16 juillet-9 août 1927 |
| USS Sturtevant        | 19 septembre-4 octobre 1932 | USS Smith Thompson  | 25-30 septembre 1926 3 octobre-1 novembre 1926 11-16 janvier 1927 |
| USS Tracy             | 22 novembre-18 décembre 1926 15 mars-26 avril 1927 | USS Trenton         | 17 avril-16 mai 1927 |
| USS Tulsa             | 29 août-28 septembre 1926 7-8 octobre 1926 12-16 octobre 1926 1 novembre-14 décembre 1926 3 mars-30 avril 1926 7 mai-19 juillet 1927 13 août-24 septembre 1927 14 octobre-7 novembre 1927 30 novembre-20 décembre 1927 6 janvier-16 février 1928 10 mars 1928 14 juin-2 juillet 1928 7-11 juillet 1928 21-25 juillet 1928 7-21 août 1928 31 août-16 septembre 1928 28 septembre-4 octobre 1928 18 novembre-9 décembre 1928 | USS Whipple         | 22 novembre 26 5-7 décembre 1926 9-19 décembre 1926 15 mars-27 avril 1927 |
| USS Wickes            | 30 janvier-9 février 1932 | USS Williamson      | 15-29 janvier 1927 2-18 février 1927 |
| USS Wood              | 27 juin-16 juillet 1927 | USS Yarborough      | 12-18 juin 1927 8 juillet-5 août 1927 |

## Source
- (en) Cet article est partiellement ou en totalité issu de l’article de Wikipédia en anglais intitulé « Second Nicaraguan Campaign Medal » (voir la liste des auteurs).